# World Freefight Challenge
World Freefight Challenge (WFC) – słoweńska organizacja promująca mieszane sztuki walki (MMA) oraz kick-boxing.

## Historia
Założona w 2006 roku. Pierwsza gala odbyła się 20 maja tego samego roku. Na gali odbył się „mecz” między europejskimi zawodnikami, a brazylijskimi w którym walczyli m.in. Grzegorz Jakubowski, Michał Materla, Francis Carmont oraz Dennis Siver.
W 2008 roku zorganizowano pierwszą gale poza granicami rodzimej Słowenii – w Chorwacji. Poza Chorwacją, WFC gościło jeszcze w Bułgarii, Serbii oraz Austrii. Od 2011 roku zaczęto organizować mniejsze gale tzw. Challengers na których walczą mniej znani zawodnicy którzy dopiero stawiają pierwsze kroki w zawodowym sporcie.
Na galach słoweńskiej organizacji walczyło wielu znanych zawodników m.in. Rafael Cavalcante, Aleksandr Szlemienko czy Dennis Siver
Również Polacy mieli okazję toczyć pojedynki m.in. były mistrz tejże organizacji w wadze lekkiej Piotr Hallmann, Michał Materla, Robert Jocz, Grzegorz Jakubowski czy Piotr Wawrzyniak.
W latach 2008–2010 polska federacja KSW nawiązała współpracę z WFC na zasadzie wymiany zawodników co skutkowało pojedynkami Polaków w słoweńskiej organizacji, a byli to mistrzowie KSW Maciej Górski, Antoni Chmielewski oraz Łukasz Jurkowski.

## Zasady i reguły[2]
WFC posiada własne zasady i regulację różniące się od standardów europejskich w formule MMA. Poza standardowymi ciosami pięściami, kopnięciami i uderzeniami kolanem w pozycji stojącej dozwolone są ciosy kolanami w parterze oraz kopnięcia w głowę na leżącym na ziemi rywalu, brak za to ciosów łokciami w głowę. Przepisy przypominają te z których korzystała niegdyś największa organizacja MMA na świecie – PRIDE Fighting Championships. Każdy pojedynek trwa 3 rundy po 5 minut.
Zasady w formule kick-boxingu nie obejmują znaczących zmian i bazują na tych z K-1, każda walka trwa 3 rundy po 3 minuty. Poza standardowymi ciosami pięściami i kopnięciami można uderzać tzw. ang. backfistem, czyli uderzeniem pięścią po obrocie wokół własnej osi.
Pojedynki toczone są w ringu bokserskim o wymiarach 7 × 7 metrów.

## Kategorie wagowe
- piórkowa (-66 kg)
- lekka (-70 kg)
- półśrednia (-77 kg)
- średnia (-84 kg)
- półciężka (-93 kg)
- ciężka (+93 kg)

## Mistrzowie
Pasy mistrzowskie są przyznawane w drodze pojedynczej walki i mają charakter przechodni (jak w boksie).
| Kategoria  | Waga               | Mistrz            | Od         | Obrony tytułu |
| ---------- | ------------------ | ----------------- | ---------- | ------------- |
| Ciężka     | do 120 kg (265 lb) | Nandor Guelminho  | 21.10.2012 | 0             |
| Półciężka  | do 93 kg (205 lb)  | wakat             |            |               |
| Średnia    | do 84 kg (185 lb)  | Swetłozar Sawow   | 21.10.2012 | 1             |
| Półśrednia | do 77 kg (170 lb)  | Jewhenij Maczenko | 15.06.2013 | 0             |
| Lekka      | do 70 kg (155 lb)  | Vaso Bakočević    | 20.12.2014 | 0             |
| Piórkowa   | do 66 kg (145 lb)  | wakat             |            |               |